# Доктор делового администрирования
Доктор делового администрирования, ДДА (англ. Doctor of Business Administration; используется также калька с английского Доктор бизнес-администрирования, ДБА) — программа экономического послевузовского образования (продолжительностью от 1 года до 5 лет), предполагающая получение дополнительных знаний по прикладным экономическим дисциплинам. Квалификация ДДА дает право занятия управленческих должностей высшего звена. Обучение обычно осуществляется по специальностям «менеджмент», «технологический менеджмент», «организационное поведение», «финансы».

## Положение ДДА в России
В соответствии с Федеральным законом от 29.12.2012 № 273-ФЗ «Об образовании в Российской Федерации» программы «Доктор делового администрирования» относятся к программам дополнительного профессионального образования (профессиональной переподготовки), по итогам которых после успешного прохождения итоговой аттестации выдается документ об образовании и (или) о квалификации. Степень (квалификация) «Доктор делового администрирования» (англ. Doctor of Business Administration) присваивается организацией, осуществляющей обучение. Программы ДБА в России рассчитаны на специалистов, имеющих кандидатскую степень, квалификацию магистра или диплом МДА и предполагают защиту диссертации.
В настоящее время в России данная квалификация официально признаётся на корпоративном уровне. Как правило, обладатели степени «Доктор делового администрирования» (англ. Doctor of Business Administration) претендуют на высшие должностные позиции в компаниях. Высшая аттестационная комиссия России рассматривает вопрос об официальном учреждении такой степени (рабочее название «Доктор бизнеса и администрации») для разгрузки диссертационных советов от защит государственных деятелей, политиков и менеджеров высшего звена, желающих поднять свой социальный статус.